# Philondenx
 Philondenx  (en occitano Hilhondé) es una población y comuna francesa, situada en la región de Aquitania, departamento de Landas, en el distrito de Mont-de-Marsan y cantón de Geaune.

## Demografía
| 307 | 286 | 275 | 266 | 221 | 204 |
| Para los censos de 1962 a 1999 la población legal corresponde a la población sin duplicidades (Fuente: INSEE [Consultar]) |     |     |     |     |     |